# 内蒙古博物院駅
内蒙古博物院駅（うちもうこ はくぶついんえき、モンゴル語:ᠥᠪᠥᠷ
ᠮᠣᠩᠭᠣᠯ
ᠤᠨ
ᠮᠦᠽᠧᠢ）は中華人民共和国内モンゴル自治区フフホト市新城区と賽罕区に位置するフフホト地下鉄1号線の駅である。内モンゴル博物院駅と呼称されることもある。

## 歴史
- 2019年12月29日: 開業[2]。

## 隣の駅
フフホト地下鉄
■1号線
内蒙古展覧館駅 - 内蒙古博物院駅 - 市政府駅